# 1849 في فرنسا
فيما يلي قوائم الأحداث التي وقعت خلال عام 1849 في فرنسا.

## سياسة

### انتهاء فترة المنصب
- 1 يناير – كلود لويس ماتيو نائب فرنسي.
- 26 مايو – ديفيد د. أنجرز نائب فرنسي.

## مواليد

### أبريل
- 19 أبريل – إيفا غونزاليس رسامة فرنسية.
- 24 أبريل – جوزيف غالياني جندي فرنسي.

## وفيات

### أبريل
- 28 أبريل – رينيه ليسن (مواليد 1794)

### يونيو
- 10 يونيو – توماس روبير بيجو (مواليد 1784)